# Richard Gress
Richard Gress (* 2. Dezember 1970) ist ein deutscher Dokumentarfilmer aus Dingolshausen.
Gress lernte ursprünglich Kfz-Lackierer.
Er gewann 2007 den Bayerischen Fernsehpreis für seine Dokumentation über das Surma-Volk in Äthiopien.
Außerdem wurde er in der 2013 erschienenen VOX-Dokumentation Extrem-Reisende – Wenn Menschen über alle Grenzen gehen mit seinen Filmen über seine Erlebnisse in Afrika vorgestellt. Ebenso wurden die Extrem-Reisenden Roland Garve und Sarah Fischer aus München in der Dokumentation präsentiert.

## Die Wildnis und ich

### Staffel 1 – Richard Gress in Afrika
Am 24. November 2013 lief dann bei Kabel eins die Abenteuer-Dokureihe Die Wildnis und Ich, in der der Abenteurer sich mit einer Kamera ausgerüstet nach Äthiopien begab, um dort am Leben der einheimischen Völker teilzunehmen und fremde Kulturen und Sitten kennenzulernen.
| Nr. (ges.) | Nr. (St.) | Originaltitel                             | Erstausstrahlung kabel eins |
| ---------- | --------- | ----------------------------------------- | --------------------------- |
| 1          | 1         | 3000 Kilometer zu Fuß durch die Wildnis   | 24. Nov. 2013               |
| 2          | 2         | Absolute Freiheit und nichts zu verlieren | 1. Dez. 2013                |

### Staffel 2 – Die Abenteuer des Richard Gress
Am 13. Januar 2015 startete die zweite Staffel mit vier Folgen. Darin wird Richard Gress von einem Kameramann auf seinen Reisen in die abgelegensten Gebiete der Erde begleitet. Seine Stationen sind dabei Botswana, Sumatra, Brasilien und Papua-Neuguinea. Jedes der Länder besuchte Richard Gress mit einem bestimmten Ziel: Botswana, um mit den einheimischen Stämmen zu jagen, Sumatra, um einen seltenen Sumatra-Tiger zu sehen, Brasilien, um einen Jaguar zu finden und Papua-Neuguinea, um sich ein Narben-Tattoo stechen zu lassen.
| Nr. (ges.) | Nr. (St.) | Originaltitel                               | Erstausstrahlung kabel eins | Land            |
| ---------- | --------- | ------------------------------------------- | --------------------------- | --------------- |
| 3          | 1         | Gefährliche Tigersuche im Dschungelparadies | 20. Jan. 2015               | Sumatra         |
| 4          | 2         | Keine Sekunde Langeweile                    | 13. Jan. 2015               | Botswana        |
| 5          | 3         | Der Jaguar und die grüne Hölle              | 27. Jan. 2015               | Brasilien       |
| 6          | 4         | Wahnsinn im Wald                            | 3. Feb. 2015                | Papua-Neuguinea |